# Silvio Semintendi
Silvio Semintendi (fl. XX secolo) è stato un calciatore italiano, di ruolo centrocampista.

## Carriera
Con l'Udinese disputa 32 gare nei campionati di Prima Divisione 1922-1923 e Prima Divisione 1925-1926. Con i friulani conta anche 4 presenze in Serie B nelle stagioni 1930-1931 e 1931-1932.
Nella stagione 1929-1930 è alla Triestina, dove non scende mai in campo.